# Habreuresis falcata
Habreuresis falcata är en spindelart som beskrevs av Alfred Frank Millidge 1991. Habreuresis falcata ingår i släktet Habreuresis och familjen täckvävarspindlar. Inga underarter finns listade i Catalogue of Life.